# Чепиліївка
Чепилі́ївка — село в Білоцерківському районі Київської області. Входить до складу Узинської міської громади. 
Засноване в 1240 році

## Населення
Населення села становить 784 осіб. За даними перепису 2001 року 94,58% населення зазначили рідною українську мову, 4,97% — російську, а 0,38% — польську.

## Джерело
- Облікова картка на сайті ВРУ[недоступне посилання з серпня 2019]
- Czepielówka 1.), pow. wasilkowski, gm. Błoszczyńce // Słownik geograficzny Królestwa Polskiego. — Warszawa : Druk «Wieku», 1900. — Т. XV, cz. 1. — S. 361. (пол.)